# Dongfeng Fengshen S30
Der Dongfeng Fengshen S30 ist eine Limousine der Kompaktklasse der zur Dongfeng Motor Corporation gehörenden Submarke Dongfeng Fengshen der Marke Dongfeng. Der S30 wurde auf der Shanghai Motor Show 2009 der Öffentlichkeit vorgestellt und steht seit Juli 2009 bei den Händlern. Eine überarbeitete Version kam im März 2013 auf den Markt. Der S30 basiert auf dem Peugeot 307.

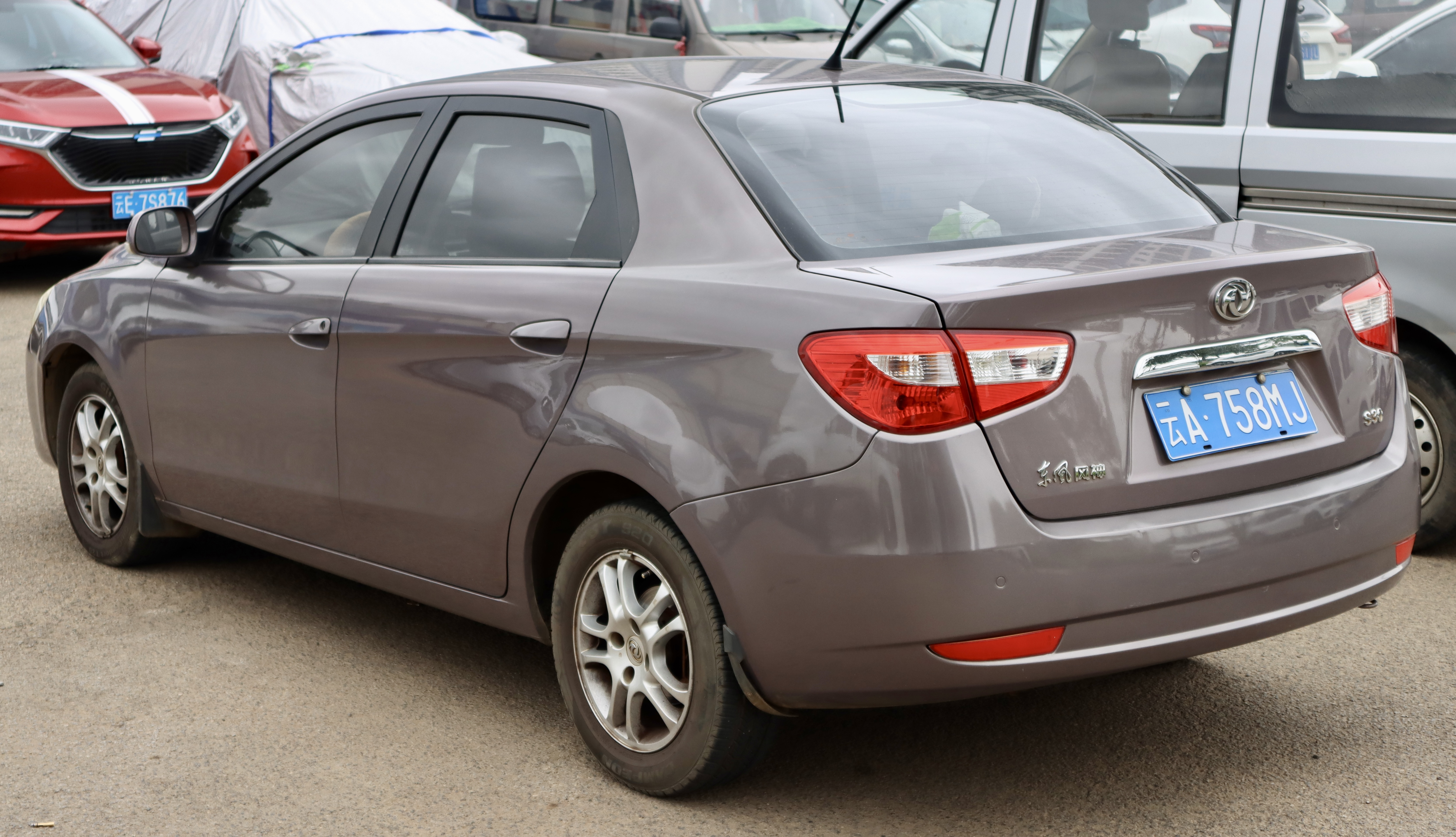
Heckansicht
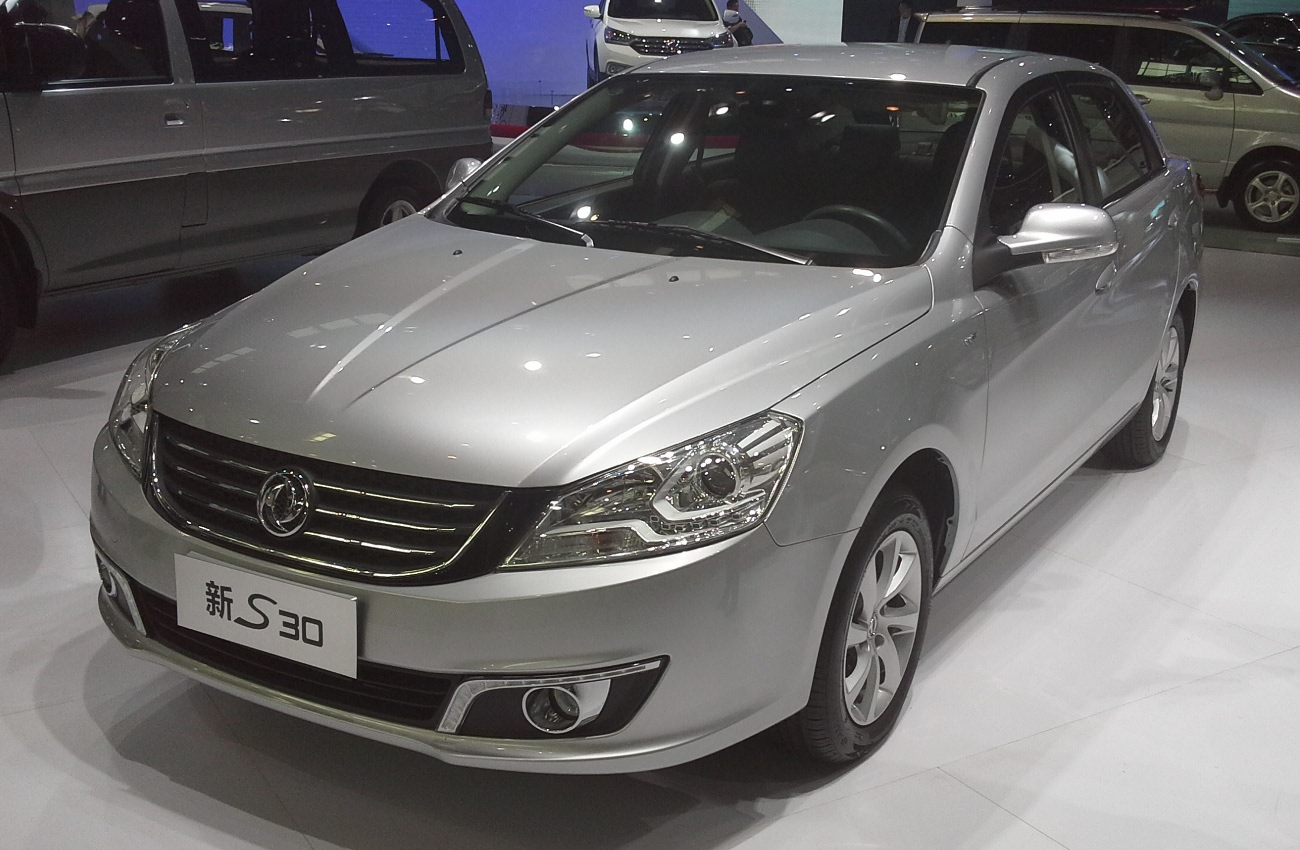
Fengshen S30 (2013–2017)
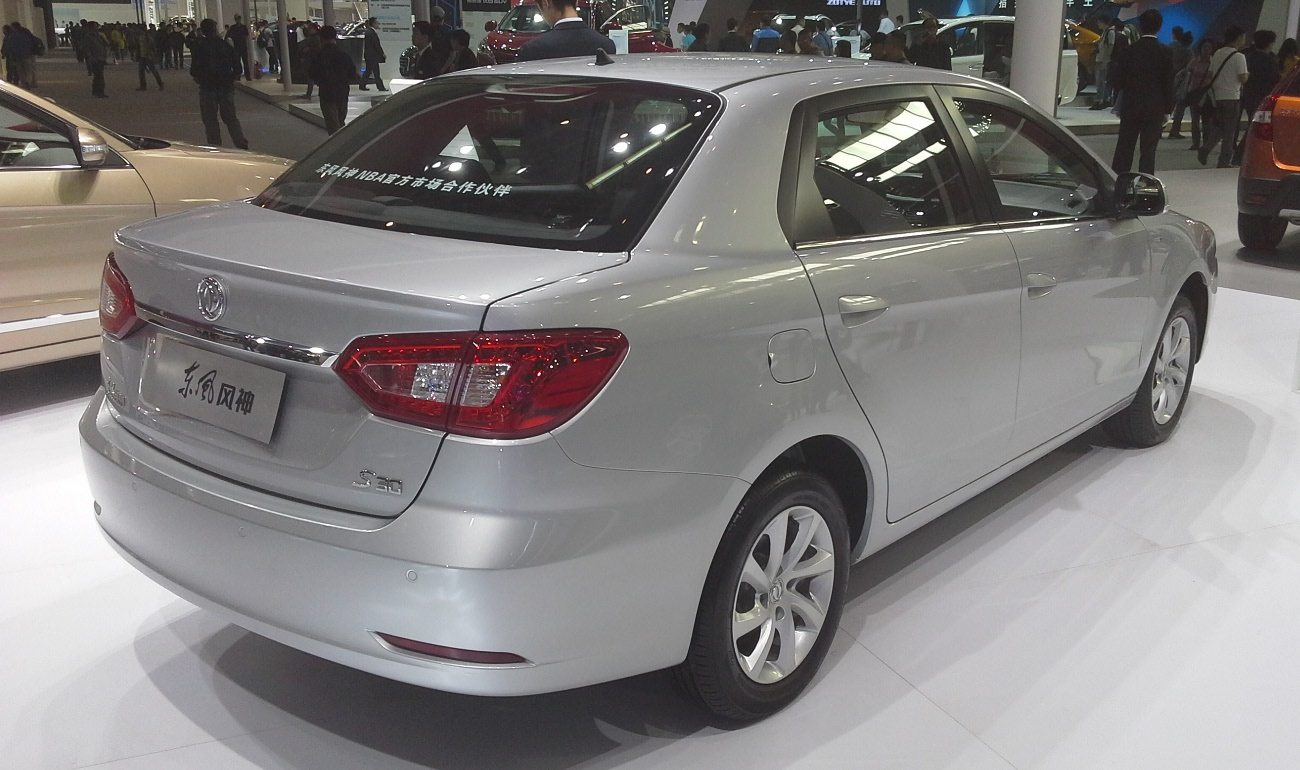
Heckansicht

## Technische Daten
|                                             | 1.6                           |
| Bauzeitraum                                 | 2009–2017                     |
| Motorkenndaten                              |                               |
| Motortyp                                    | Reihen-Vierzylinder-Ottomotor |
| Hubraum                                     | 1556 cm³                      |
| max. Leistung bei min−1                     | 86 kW (117 PS) / 6000         |
| max. Drehmoment bei min−1                   | 153 Nm / 4000                 |
| Kraftübertragung                            |                               |
| Antrieb, serienmäßig                        | Vorderradantrieb              |
| Getriebe, serienmäßig                       | 5-Gang-Schaltgetriebe         |
| Getriebe, optional                          | [4-Gang-Automatikgetriebe]    |
| Messwerte                                   |                               |
| Höchstgeschwindigkeit                       | 183 km/h [180 km/h]           |
| Beschleunigung, 0–100 km/h                  | 11,0 s [12,5 s]               |
| Kraftstoffverbrauch auf 100 km (kombiniert) | 6,9 l Super                   |
| Leergewicht                                 | 1210 kg [1220 kg]             |
| Tankinhalt                                  | 51 l                          |

Werte in eckigen Klammern gelten für Modelle mit Automatikgetriebe